# Oğuzkənd
Oğuzkənd è un comune dell'Azerbaigian situato nel distretto di Şərur.  Il nome del villaggio di Oguzkənd è legato al nome dei  Oghuz e significa "il villaggio di Oghuz".